# Brug 829
Brug 829 is een vaste brug in Amsterdam-Zuid, wijk Buitenveldert.
Ze vormt, althans voor voetgangers, de verbinding tussen de Buitenveldertselaan en het Gijsbrecht van Aemstelpark. De voetgangersbrug is ontworpen door de Publieke Werken, die ook het ontwerp leverde voor een groot deel van het park. Bij die gemeentedienst was toen Dirk Sterenberg (en ook Dick Slebos) verantwoordelijk voor de bruggen. Deze brug komt dan ook van zijn Sterenbergs hand. Alle bruggen van en naar het park hebben dezelfde opzet. Ook hier is een betonnen constructie neergelegd op een juk met de van Sterenberg bekende V-vorm. Het is de enige brug in het park met maar een pijler. De metalen open balustrades zijn groen geschilderd.
<<< · 801 · 802 · 803 · 804 · 805 · 808 · 811 · 812 · 813 · 814 · 815 · 816 · 817 · 818 · 819 · 820 · 821 · 822 · 823 · 824 · 825 · 826 · 827 · 828 · 829 · 830 · 831 · 832 · 833 · 834 · 835 · 836 · 837 · 838 · 839 · 840 · 841 · 842 · 844 · 845 · 846 · 848 · 849 · 850 ·  854 · 856 · 857 · 858 · 859 · 860 · 863 · 864 · 865 · 866 · 867 · 868 · 869 · 870 · 871 · 872 · 873 · 875 · 876 · 877 · 889 · 890 · 891 · 892 · 893 · 895 · 896 · 897 · 898 · 899 · >>>
Brugnummers 800, 806, 807, 809, 810, 843 (gesloopt, Uilenstede, Amstelveen), 847 (Uilenstede, Amstelveen) , 851 (gesloopt, Dirk Sterenberg), 852 (gesloopt, Dirk Sterenberg), 853 (gesloopt, Dirk Sterenberg), 855, 861, 862, 874, 878, 879, 880, 881, 882, 883, 884, 885, 886, 887, 888, 894 zijn niet (meer) vergeven.